# 芳見橋
芳見橋（よしみばし）は、富山県富山市と中新川郡立山町を結び常願寺川河口付近に架かる富山県道182号原千垣停車場線の道路橋梁である。

## 橋データ
- 左岸：富山県富山市小見
- 右岸：富山県中新川郡立山町芦峅寺
- 道路の路線名：富山県道182号原千垣停車場線
- 橋の構造 - RCオープンアーチ橋[1]、北高南低の傾斜になっている[2]。
- 橋長：116.5 m[1]
- 幅員：6 m（車道）＋0.75 m×2（歩道）[2]

## 沿革
1922年（大正11年に）前身の芳水橋（よしみばし）が木造の吊橋として架橋。当時は亀谷発電所の建設工事用の橋であった。
架橋以降は常願寺川上流域の左岸地域と右岸地域を結ぶ唯一の橋梁として機能し、組合立立山中学校の生徒が通学として使用されるなど立山山麓の文化、教育、経済などの交流にも大きく役立つことになった。老朽化に伴い安全な橋梁を建設することになり、1968年（昭和43年）に着工、1971年（昭和46年）に現在の橋が架橋された。